# Педро Роча
Педро Роча (ісп. Pedro Rocha; 3 грудня 1942, Сальто — 2 грудня 2013, Сан-Паулу) — уругвайський футболіст, що грав на позиції півзахисника, а також тренер.

## Клубна кар'єра
Його ім'я пов'язане в основному з двома клубами — уругвайським «Пеньяролем» і бразильським «Сан-Паулу», в яких пройшла більша частина кар'єри футболіста.
У складі «Пеньяроля» Роча завоював 3 Кубка Лібертадорес, 2 Міжконтинентальні кубки, 7 разів ставав чемпіоном Уругваю, тричі — найкращим бомбардиром чемпіонату. У складі «Сан-Паулу» Роча виграв два чемпіонати штату і чемпіонат Бразилії, ставав його найкращим бомбардиром.
Пізніше у своїй кар'єрі він виступав у чемпіонаті Бразилії за клуби «Корітіба», «Палмейрас» і «Бангу». Його останніми клубами були мексиканські «Депортіво Неса» і «Монтеррей», за які він грав у 1979 та 1980 роках.

## Виступи за збірну
1961 року дебютував в офіційних матчах у складі національної збірної Уругваю. Учасник чотирьох чемпіонатів світу (1962, 1966, 1970, 1974). У 1970 році разом зі збірною дійшов до півфіналу чемпіонату світу. Однак сам Роча, який починав турнір в статусі капітана команди, отримав серйозну травму в першому ж матчі проти збірної Ізраїлю і надалі участі в турнірі не брав. Переможець Чемпіонату Південної Америки 1967 року. У формі головної команди країни зіграв 54 матчі й забив 17 голів.

## Тренерська кар'єра
По завершенні кар'єри гравця працював тренером. Спочатку Роча очолював низку бразильських клубів, а 1988 року відправився до Португалії, де працював з місцевими командами «Спортінг» (Лісабон) і «Віторія» (Гімарайнш).
У 1996 році працював з «Інтернасьйонал», після чого в 1997 році тренував японський клуб Джей-ліги «Кіото Санга». Надалі попрацював ще з декількома бразильськими клубами.

## Статистика
| Збірна Уругваю | Збірна Уругваю | Збірна Уругваю |
| Роки           | Ігри           | голи           |
| -------------- | -------------- | -------------- |
| 1961           | 1              | 0              |
| 1962           | 6              | 0              |
| 1963           | 2              | 0              |
| 1964           | 0              | 0              |
| 1965           | 9              | 5              |
| 1966           | 7              | 1              |
| 1967           | 10             | 8              |
| 1968           | 8              | 1              |
| 1969           | 5              | 1              |
| 1970           | 3              | 1              |
| 1971           | 0              | 0              |
| 1972           | 0              | 0              |
| 1973           | 0              | 0              |
| 1974           | 3              | 0              |
| Усього         | 54             | 17             |

## Особисте життя і смерть
Хворів на мезенцефалічну атрофію, серйозну дегенеративну хворобу, яка вплинула на його мову та рухи, паралізувала частину його тіла та прикувала до інвалідного візка. Помер 2 грудня 2013 року в Сан-Паулу, за день до свого 71-річчя.

## Титули та досягнення
- Володар Міжконтинентального кубка: 1966
- Чемпіон Південної Америки: 1967